# Друга македонска ударна бригада
Друга македонска (тиквешка) ударна бригада НОВЈ формирана је 20. децембра 1943. године у селу Фуштани на планини Кожуф. Приликом формирања у њен састав су ушли Партизански батаљон „Страшо Пинџур“, Други батаљон Треће оперативне зоне НОВ и ПОМ и Бугарски батаљон „Христо Ботев“, укупно 480 бораца. Дана 23. децембра, Бугарски батаљон је изашао из састава бригаде, а у састав ушао батаљон „Мирче Ацев“. Први командант бригаде био је Диме Туриманџовски, а политички комесар Наум Наумовски.

## Борбени пут бригаде
Бригада је учествовала у борбама против окупатора у рејонима Тиквеша, Меглена, Ђевђелије, Маријова и Прилепа. Пошто је број бораца порастао на 1200 људи, из бригаде су издвојена два батаљона, који су средином августа 1944. године придружени Петој и Седмој македонској бригади.
Убрзо након тога, бригада је 25. августа ушла у састав 41. македонске дивизије НОВЈ и учествовала у операцијама за ослобођење Прилепа и Кичева од 15. до 18. новембра 1944. године. Средином децембра је ушла у састав 48. македонске дивизије. Дивизија је јануара 1945. ушла у састав Прве армије ЈА и затим учествовала у борбама на Сремском фронту, те за ослобођење Хрватске и Словеније. Бригада је расформирана у јуну 1945. године.